# شريف الشوباشي
شريف الشوباشي (10 يناير 1946 -) هو كاتب وصحفي وإعلامي مصري.

## حياته
وُلد بالقاهرة في 10 يناير عام 1946، وأنهى دراسته الثانوية بإحدى المدارس الفرنسية عام 1963، ثم التحق بكلية الآداب في جامعة القاهرة حيث درس بقسم اللغة الفرنسية وتخرج منها عام 1967. والده هو المحامي والكاتب والشاعر محمد مفيد الشوباشي، وأرملة شقيقه هي الصحفية المصرية فريدة الشوباشي.

## مسيرته المهنية
عمل شريف الشوباشي عقب تخرجه من الجامعة بإذاعة الشرق الأوسط، ثم إذاعة القاهرة عام 1968، قبل أن يتجه إلى العمل بمجال الصحافة حيث عمل صحفيًا ومحررا دبلوماسيا في مجلة المصور عام 1969، ثم شغل منصب مدير مكتب جريدة الأهرام بباريس لمدة 16 عاما في الفترة ما بين عامي 1985، و2002، ثم شغل منصب مسؤول العلاقات الثقافية الخارجية بوزارة الثقافة المصرية بدءا من عام 2002.
قدم شريف الشوباشي نشرة الأخبار في التليفزيون المصري باللغة الفرنسية في الفترة من عام 1974 وحتى عام 1980، كما عمل أمانة منظمة اليونيسكو بباريس بدءا من عام 1980، وحتى عام 1985، وتولى رئاسة مهرجان القاهرة السينمائي الدولي خلفا للفنان حسين فهمي في الفترة ما بين عامي 2002 و2005 قبل أن يستقيل من المنصب بسبب ضعف الميزانية مقارنة بالمهرجانات الدولية الكبرى بالعالم، ويخلفه الفنان عزت أبو عوف لمدة 7 سنوات. صدرت له عدة مؤلفات، كما كتب فيلما سينمائياً في عام 2000 بعنوان «بطل من الجنوب».

## مؤلفاته
ألف شريف الشوباشي العديد من المؤلفات التي تنوعت ما بين الأعمال الإبداعية، والمجموعات القصصية، والروايات، ومنها:
- هل فرنسا عنصريه؟: صدر عام 1992 عن مؤسسة الأهرام بالقاهرة.
- الشيخ عبد الله (مجموعة قصصية): صدرت عام 1994 عن مؤسسة الأهرام بالقاهرة.[6]
- الداء العربي: صدر عام 2002 عن الهيئة المصرية العامة للكتاب بالقاهرة.[7]
- لتحيا اللغة العربية: يسقط سيبويه: صدر عام 2004 عن الهيئة المصرية العامة للكتاب بالقاهرة.[8]
- تحطيم الأصنام: صدر عام 2006 عن دار الشروق للنشر والتوزيع بالقاهرة.[9]
- ثورة المرأة: صدر عام 2010 عن مؤسسة الأهرام للنشر والتوزيع بالقاهرة.[10]
- الديناصور (رواية): صدرت عام 2010 عن دار روافد للنشر والتوزيع بالقاهرة.
- مستقبل مصر بعد الثورة: صدر عام 2011 عن مكتبة مدبولي للنشر والتوزيع بالقاهرة.[11]
- لماذا تخلفنا ولماذا تقدم الآخرون؟: صدر عام 2013 عن دار العين للنشر والتوزيع بالقاهرة.[12]
- الهانم والوزير (رواية): صدرت عام 2015.[13]
- نداء عاجل إلى سيدات مصر: صدر عام 2018 عن دار روافد للنشر والتوزيع بالقاهرة.[14][15]
- بطل من الجنوب (فيلم): صدر عام 2000 من بطولة نجلاء فتحي، وإخراج محمد صلاح أبو سيف.
- لن تسقط أورشليم (رواية)
- أنا والأشياء